# Scotiabank Saddledome
Der Scotiabank Saddledome ist eine Mehrzweckhalle, die sich in Calgary, der größten Stadt der kanadischen Provinz Alberta, befindet. Sie fasst je nach Veranstaltung bis zu 20.100 Zuschauer, die Baukosten betrugen 97,7 Mio. kanadische Dollar.

## Geschichte
Die Arena wurde zwischen 1981 und 1983 als Austragungsstätte für die Olympischen Winterspiele, die 1988 in Calgary stattfanden, errichtet. Außerdem sollte sie die zukünftige Heimarena der Flames werden, die 1980 von Atlanta nach Calgary umzogen. Eröffnet wurde die Halle am 15. Oktober 1983 mit dem NHL-Spiel der Flames gegen die Edmonton Oilers (3:4). Das erste Konzert gab die britische Rockband The Moody Blues am 25. November 1983. Von 1994 bis 1995 wurde die Mehrzweckhalle für mehr als 37 Mio. kanadische Dollar renoviert.
Neben zahlreichen Veranstaltungen, die im Saddledome abgehalten werden, dient er auch als Heimstätte der Calgary Flames aus der National Hockey League (NHL), der Calgary Hitmen aus der Western Hockey League (WHL), der Calgary Wranglers aus der American Hockey League (AHL) und der Calgary Roughnecks, die in der National Lacrosse League (NLL) spielen. Auch das kanadische Eisschnelllaufteam bezieht in Calgary Quartier und trainiert dementsprechend im Saddledome.
Bis zu den Olympischen Spielen 1988 hieß die Arena Olympic Saddledome. Danach wurde er in Canadian Airlines Saddledome, nach der lokalen Fluglinie die als Sponsor auftrat, umbenannt, was auf teilweise Ablehnung der Bevölkerung Calgarys stieß. 1994 wurde vom Management der Calgary Flames die Stadiongesellschaft gegründet, die bis heute zur Franchise der Flames gehört. Ab dem Jahr 2000 sah man auf dem Dach der Arena das Logo des Ölunternehmens Pengrowth, das bis 2010 die Sponsorrechte am Stadion hielt.
Im Juni 2013 wurde Calgary vom Hochwasser des Elbow River überschwemmt. Auch der Saddledome war betroffen und das Wasser stand in der Halle bis unter die zehnte Sitzreihe. Zum Start der NHL-Saison 2013/14 im Oktober 2013 konnten die Schäden beseitigt und die Halle wieder in Stand gesetzt werden.

## Galerie

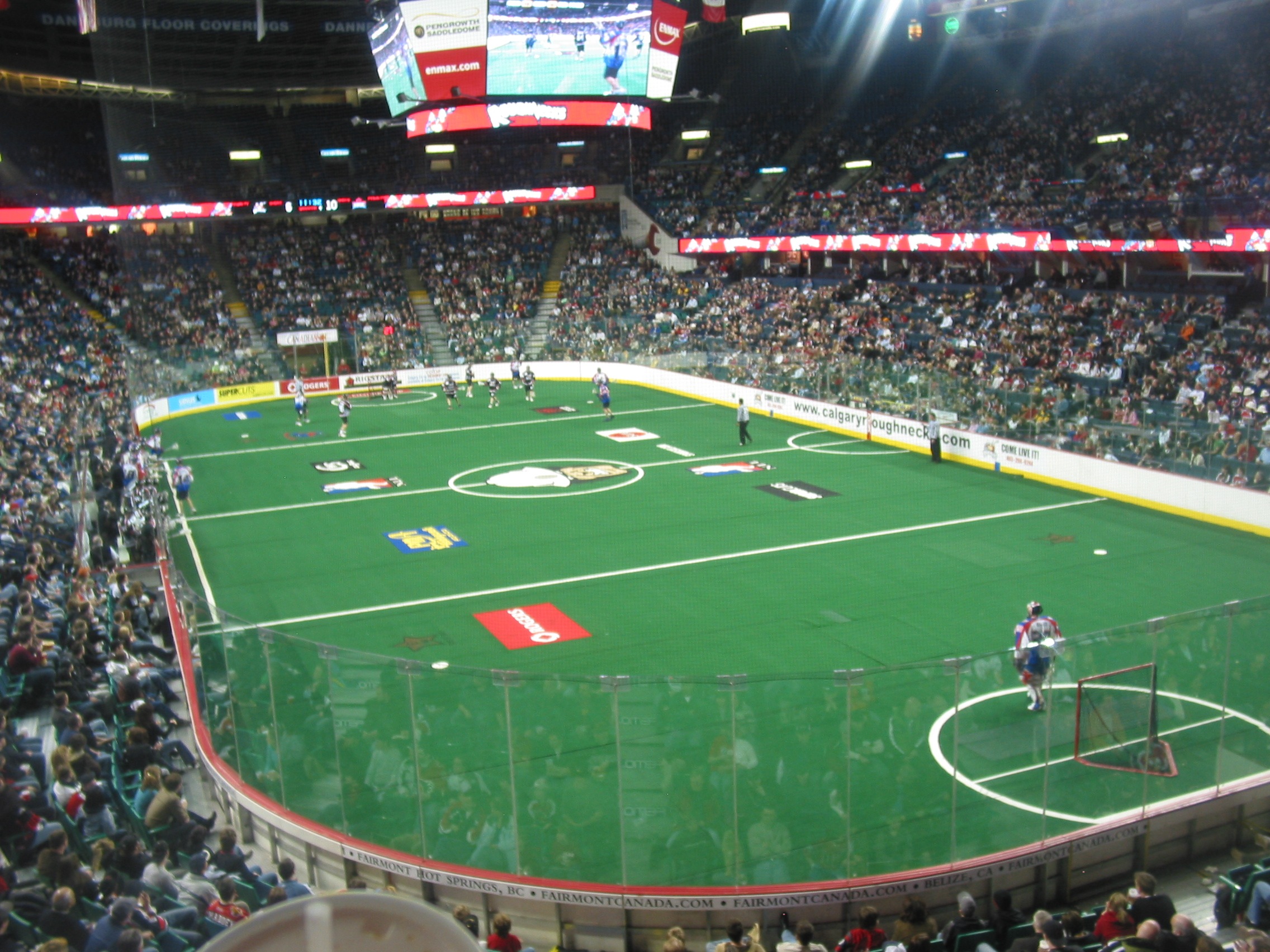
Das Lacrosse-Spielfeld (2007)
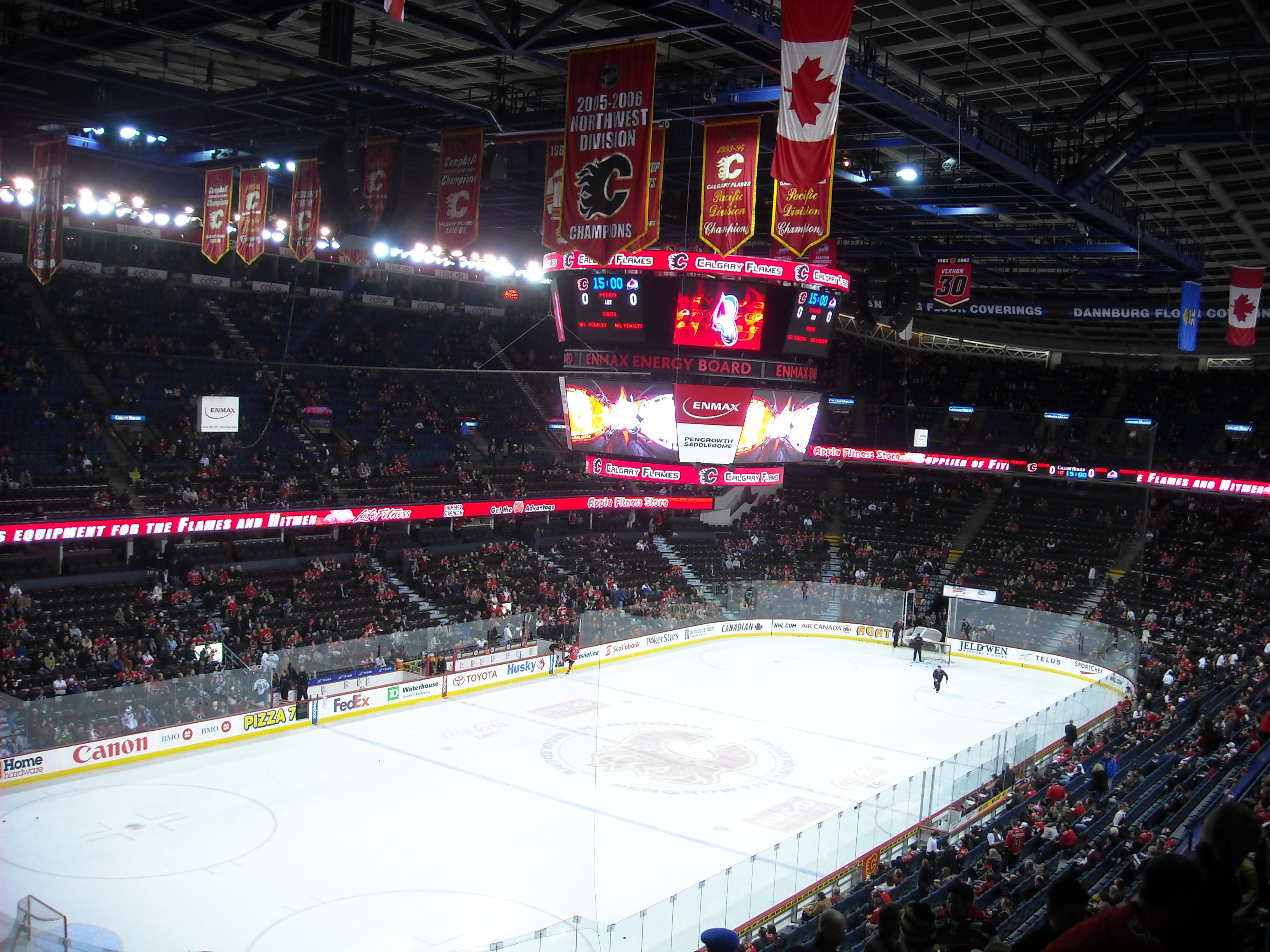
Eishockey im Saddledome (2008)
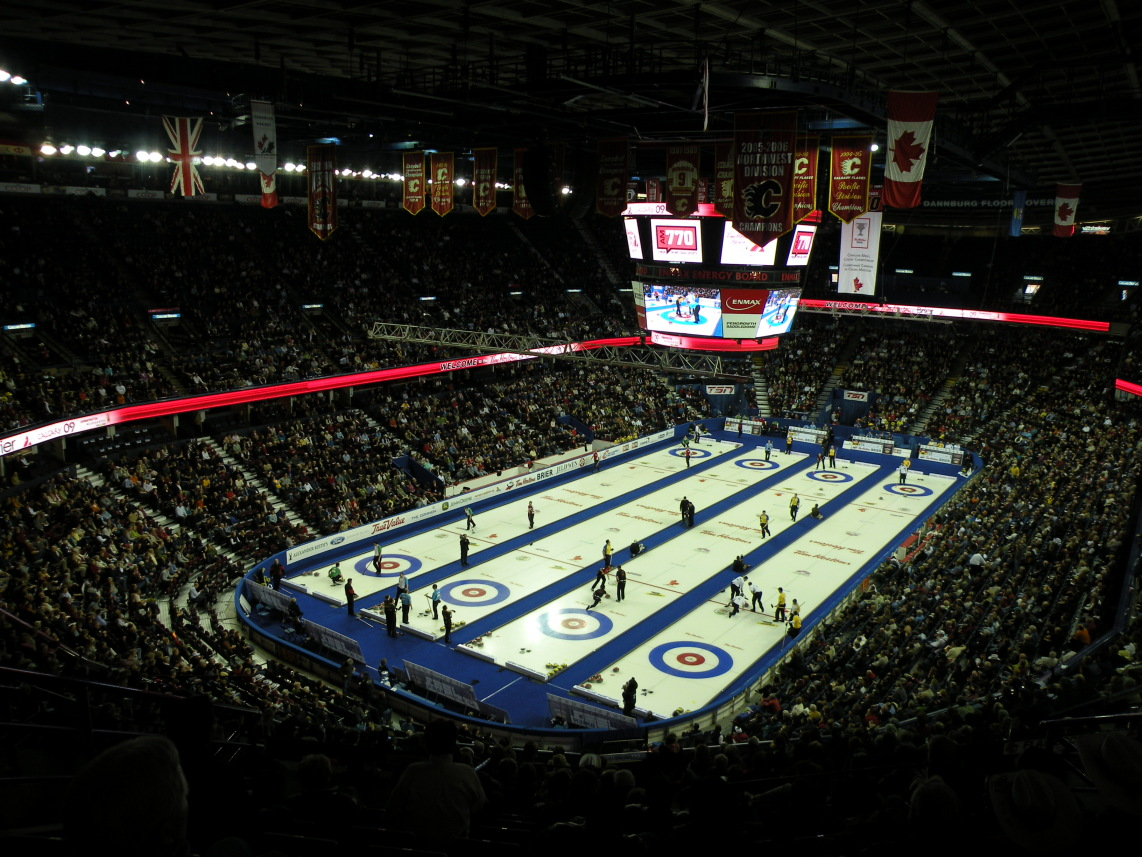
The Brier 2009 im Saddledome
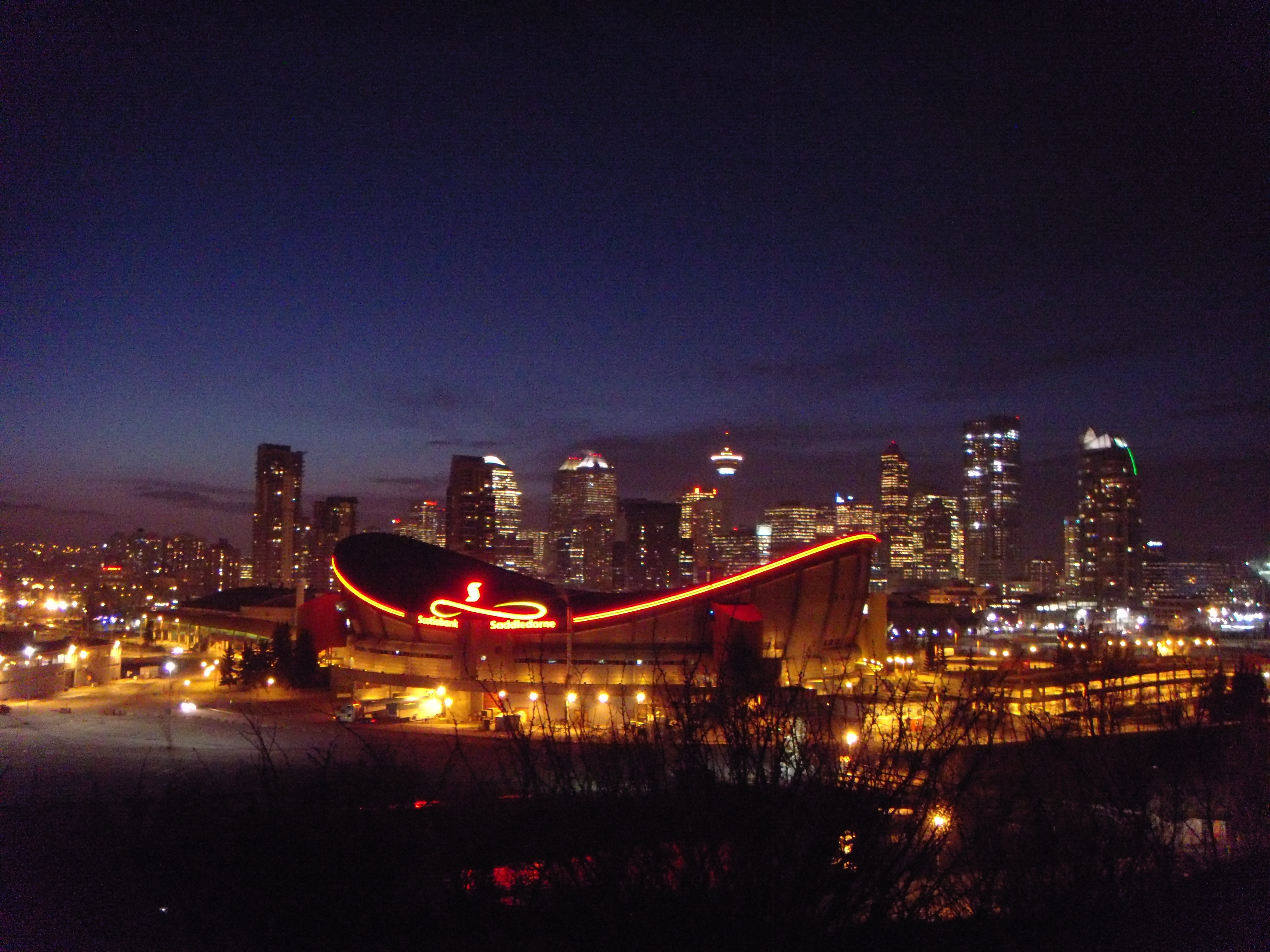
Der Scotiabank Saddledome bei Nacht (2012)
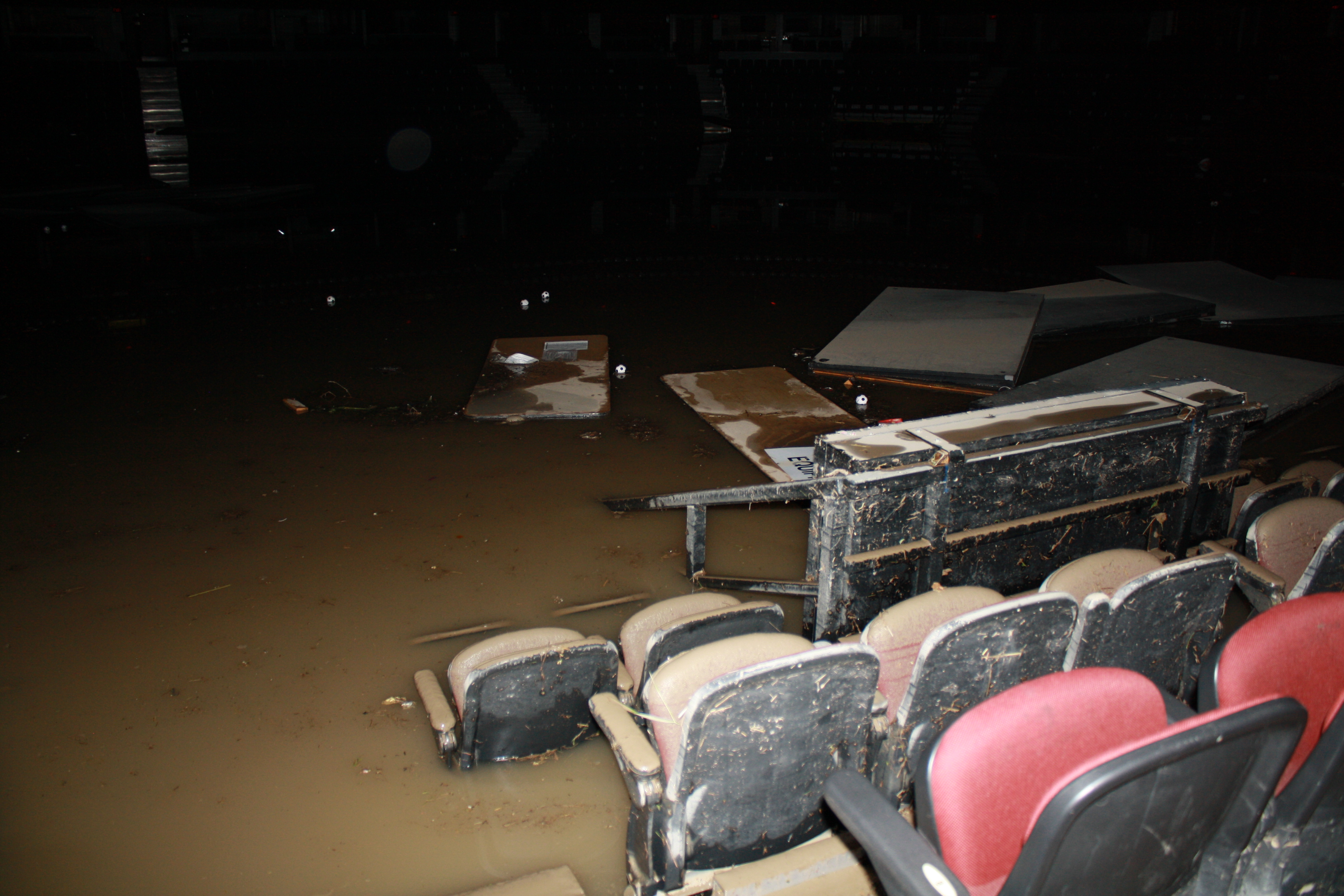
Der überschwemmte Innenraum der Halle im Juni 2013